# Ah Mekat Tutul Xiu
Ah Mekat Tutul Xiu fue un jefe de los mayas xius que en el lapso de 987 a 1007 se estableció en Uxmal, procedente de Nonohualco. Él y los itzaes fundaron la Liga o Confederación de Mayapán, que incluyó a los señoríos de Chichén Itzá, Uxmal, Mayapán, Izamal, Tulum, y Ichpatún entre otros. Esta alianza existió desde el katun 2 Ahau (10.9.0.0.0 - correspondiente al 987-1007 d. C.), hasta el katun 10 Ahau (10.18.0.0.0 - correspondiente al 1165-1185 d. C.). Hacia 1194, los itzáes abandonaron nuevamente Chichén Itzá para ir a establecerse en el Petén, de donde habían provenido originalmente en el siglo III y a donde finalmente regresaron en virtud de la guerra que les hizo Hunac Ceel, jefe cocom de Mayapán.